# رزیدنسه الیشکا
رزیدنسه الیشکا (انگلیسی: Rezidence Eliška) ساختمان مسکونی ۲۵ طبقه مستقر در شهر پراگ، جمهوری چک است، که در سال ۲۰۱۳ احداث گردید.